# NGC 3316/2
NGC 3316/2 је спирална галаксија у сазвежђу Хидра која се налази на NGC листи објеката дубоког неба.
Деклинација објекта је - 27° 35' 59" а ректасцензија 10h 37m 38,0s. Привидна величина (магнитуда) објекта NGC 3316 износи 15,2 а фотографска магнитуда 16,0. NGC 33162 је још познат и под ознакама ESO 501-54, MCG -4-25-46, AM 1035-271.